# Restauradores metróállomás
A Restauradores metróállomás a lisszaboni metró kék metróvonalán.

## Története
A Restauradores egyike annak a 11 állomásnak, amelyek az 1959. december 29-én megnyitott eredeti lisszaboni metróhálózathoz tartoznak. Ez az állomás a Praça dos Restauradores téren található, és innen elérhető a Coliseu dos Recreios, a Teatro Politeama, a Santa Casa de Misericórdia de Lisboa székháza, az Elevador de Glória és a Rossio vasútállomás. 

## Jellemzői
Az eredeti állomás építészeti terveit Falcão e Cunha építész, míg a dekorációt Maria Keil festőművész készítette. A legújabb lisszaboni metróállomásokhoz hasonlóan ez az állomás is ki tudja szolgálni a mozgássérült utasokat; több lift és mozgólépcső könnyíti meg az aluljáró és a peronok megközelítését.
Az állomás bővítését 1977. február 11-én fejezték be Benoliel de Carvalho építész tervei alapján, amely keretében meghosszabbították a peronokat és építettek egy új előcsarnokot. A díszítést ekkor is Maria Keil festőművész készítette.
1994. szeptember 15-én fejeződött be az állomás északi csarnokának felújítása Sanchez Jorge és Duarte Nuno Simőes építészek tervei alapján. 1998. augusztus 8-án fejezték be az állomás déli csarnokának felújítását Manuel Ponte építész tervei alapján. A dekorációt Nadir Afonso festőművész és Lagoa Henriques szobrász készítette. A felújítások részeként 1996. október 7-én felavatták a metróállomást és a Rossio vasútállomást összekötő, újonnan épült folyosót.

## Fordítás
Ez a szócikk részben vagy egészben  az   Estação Restauradores című portugál Wikipédia-szócikk ezen változatának fordításán alapul.  Az eredeti cikk szerkesztőit annak laptörténete sorolja fel. Ez a jelzés csupán a megfogalmazás eredetét és a szerzői jogokat jelzi, nem szolgál a cikkben szereplő információk forrásmegjelöléseként.